# Aelita (romanzo)
Aelita (in russo Аэлита?, Aėlita, anche noto come Закат Марса, "Il declino di Marte") è un romanzo di fantascienza di Aleksej Nikolaevič Tolstoj pubblicato nel 1922 in Russia. Si tratta del suo primo romanzo di genere fantascientifico (ne seguì un secondo, L'iperboloide dell'ingegner Garin, nel 1927).
Il successo in patria del romanzo Aelita fu tale che il suo nome ebbe molta eco e influenzò la scelta dei futuri padri come nome da dare alle loro figlie.
Nel 1924 il regista Jakov Protazanov ne ricavò un adattamento cinematografico girando il film Aėlita, considerato il primo kolossal sovietico di fantascienza.
La prima edizione in italiano è del 1982 nell'antologia Noi della galassia pubblicata da Editori Riuniti.

## Storia editoriale

### Concezione
A. N. Tolstoj iniziò a scrivere un romanzo su Marte nel 1921, mentre si trovava a Berlino. Probabilmente il motivo originario era puramente commerciale: bisognava farlo in tempo per la grande opposizione del pianeta rosso, avvenuta nel 1924. Tuttavia, secondo E. Tolstaja, gli impulsi principali per la scrittura di Aelita e per il ricorso al tema della fantascienza spaziale in generale erano radicati nel lavoro e nell'influenza su Aleksej Nikolaevič di due diversi scrittori: Andrej Belyj e Valerij Brjusov. È del tutto possibile che Tolstoj abbia assistito alla conferenza di A. Belyj del 14 dicembre 1921, in onore dell'inaugurazione della "Casa delle Arti" di Berlino, da loro organizzata. La conferenza era un'introduzione all'intera serie "Cultura nella Russia moderna" ed era stata sostanzialmente costruita sul contrasto tra gli orrori della fame e della devastazione e l'incredibile crescita spirituale simultanea. Il 5 marzo 1922, il giornale "La Voce della Russia" pubblicò un articolo di A. Belyj "Sullo spirito della Russia e sullo ‘spirito' in Russia", che discuteva della "coscienza cosmica della Russia", con un confronto tra la Russia e il tema dello spazio, l'identificazione della Russia con Marte e i suoi canali. Nel giugno del 1922 la famiglia di A. N. Tolstoj si stabilì a Mizdroj, da dove riferì a K. Chukovskj: "A settembre finirò un nuovo romanzo, Aelita [...] e l'azione si svolge su Marte. Quale libertà per l'immaginazione!"
Molti critici, compresi quelli occidentali, hanno notato che il conflitto chiave per i capitoli marziani di Aelita tra Tuskub, che voleva affrontare con dignità e calma l'inevitabile morte del suo pianeta in degenerazione, e il capo dei ribelli, Horus, che gli si oppone con la speranza di un'infusione di sangue giovane della Terra, risale chiaramente al dramma utopico di Brjusov Terra (Земля) del 1904. A giudicare dalla corrispondenza degli scrittori del 1910, Aleksej Tolstoj apprezzava molto Terra e il 22 ottobre informò Valerj Jakovlevič che "la fantasia è un'area fondamentale e poco utilizzata del teatro". E. Tolstaja ha suggerito che durante la breve collaborazione tra Tolstoj e Brjusov nel Commissariato popolare per l'istruzione nel 1918, Aleksej Nikolaevič avrebbe potuto apprendere l'idea di un romanzo di fantascienza su un viaggio su Marte. Il racconto di fantascienza incompiuto di Brjusov Spedizione su Marte (Экспедиция на Марс) risale al 1918-1919. Tolstoj era affascinato dal tema dei voli spaziali a Parigi, e nella trilogia La strada del Calvario (Хождение по мукам) compariva l'anarchico Zhirov con i suoi progetti letteralmente cosmici.
Nel contesto della svolta di A. Tolstoj a Berlino e della sua decisione di tornare in patria, il suo passaggio alla fantascienza fu del tutto naturale. Il testo sul volo verso Marte, effettuato dalla Russia sovietica, consentiva un'apologetica non politica nei confronti della Russia. Secondo E. Tolstaja: "Un paese con un livello così alto di sogni utopici meritava un atteggiamento nuovo, più serio.".

## Trama
Due sovietici, Gusev e Los, viaggiano verso Marte e al loro arrivo sul pianeta scoprono l'esistenza di vita aliena intelligente.
Gusev, che aveva esperienza come soldato, visto che aveva partecipato alla Rivoluzione d'ottobre cerca di rovesciare la tirannia del luogo. L'altro, Los, invece si innamora di Aėlita, una ragazza dalla pelle blu.
Nel corso degli eventi si scopre che la popolazione di Marte discende in realtà da Atlantide, e che erano partiti tempo addietro dal pianeta Terra.
Per via della guerra i due fuggono ritornando sulla Terra.
(Aelita a Los poco prima della cattura di entrambi.)

## Edizioni
- (RU) Aleksej Nikolaevič Tolstoj, Аэлита, 1922.
- Aleksej Nikolaevič Tolstoj, Aelita, in Noi della galassia. Cinque storie di fantascienza, traduzione di Emanuela Guercetti, collana Albatros, Editori Riuniti, 1982,  p. 138, ISBN 88-359-0000-X.
- Aleksej Nikolaevič Tolstoj, Aelita, traduzione di Giancarlo Fazzi, collana Finzioni n° 8, Biblioteca del Vascello, 1994,  p. 128, ISBN 88-7227-908-9.
- Aleksej Nikolaevič Tolstoj, Aelita, traduzione di Emanuela Guercetti, collana Universale Economica Narrativa n° 40, Editori Riuniti, 1996,  p. 136, ISBN 88-359-4163-6.
- Aleksej Nikolaevič Tolstoj, Aelita, traduzione di Kollektiv Ulyanov, Solaris, n. 4, Agenzia Alcatraz, 2019,  p. 216, ISBN 978-88-85772-18-2.